# آنتونیو پاسنسا
آنتونیو پاسنسا (اسپانیایی: Antonio Pacenza‎; ۱۸ مارس ۱۹۲۸ – ۷ فوریهٔ ۱۹۹۹) بوکسور اهل آرژانتین بود.